# Andrzej Chochół
Andrzej Jan Chochół (ur. 6 sierpnia 1954) – polski ekonomista i towaroznawca, rektor Uniwersytetu Ekonomicznego w Krakowie w kadencjach 2012–2016 i 2016–2020.

## Życiorys
W 1979 ukończył towaroznawstwo w Akademii Ekonomicznej w Krakowie. Stopień doktora nauk ekonomicznych uzyskał w 1987 w tej samej uczelni na podstawie pracy zatytułowanej Relacje pomiędzy składem mas emalierskich a jakością powłok na emaliowanych towarach z blachy stalowej. Habilitował się w 1999 w Akademii Ekonomicznej w Poznaniu w oparciu o dorobek naukowy oraz rozprawę Badania destrukcji powłok emalierskich i ich wykorzystanie w ocenie jakości wyrobów emaliowanych.
W 1979 rozpoczął pracę w Instytucie Odlewnictwa w Krakowie w Pracowni Powłok Specjalnych i Emaliernictwa. Od 1982 związany z Akademią Ekonomiczną, następnie Uniwersytetem Ekonomicznym w Krakowie (Katedra Towaroznawstwa Przemysłowego), doszedł do stanowiska profesora tej uczelni. W latach 2002–2008 zajmował stanowisko dziekana Wydziału Towaroznawstwa, następnie do 2012 był prorektorem ds. studenckich. W 2012 został wybrany na funkcję rektora tej uczelni, a w 2016 uzyskał reelekcję na drugą czteroletnią kadencję.
Został również profesorem wizytującym w Instytucie Ekspertyz Sądowych. Był prezesem zarządu (1998–2007) Polskiego Towarzystwa Towaroznawczego, od 2014 do 2016 pełnił funkcję prezydenta (2014–2016) International Society of Commodity Science and Technology z siedzibą w Wiedniu. Przewodniczący Konferencji Rektorów Uczelni Ekonomicznych (w kadencji 2016–2020), członek prezydium Konferencji Rektorów Akademickich Szkół Polskich.

## Odznaczenia i wyróżnienia
W 2015 został doktorem honoris causa Uniwersytetu Ekonomicznego w Bratysławie oraz Grand Valley State University, a rok później Kijowskiego Narodowego Uniwersytetu Handlowo-Ekonomicznego im. Wadyma Hetmana. W 2000 otrzymał Złoty Krzyż Zasługi. W 2017 odznaczony przez prezydenta Andrzeja Dudę Krzyżem Kawalerskim Orderu Odrodzenia Polski.